# Luis Eduardo Nieto Caballero
Luis Eduardo Nieto Caballero (Bogotá, 5 de mayo de 1888, Bogotá, 7 de abril de 1957) fue un politólogo, periodista, educador, académico, escritor y diplomático y político colombiano, miembro del Partido Liberal Colombiano, y exmilitante de la Unión Republicana.

## Biografía
Estudió Ciencias Políticas y Económicas en Columbia University de Nueva York, concluyó sus estudios universitarios en la Escuela Libre de Ciencias Políticas de París, en el año 1911. A su regreso a Colombia, se dedicó a escribir para los principales periódicos de Bogotá y de otras ciudades.
Escribió en El Tiempo y en El Espectador, de este último fue director junto a Luis Cano, entre 1919 y 1921.

Fue diplomático en Europa, siendo ministro plenipotenciario en Suiza y jefe de la delegación de Colombia a la vigésima asamblea de la Liga de las Naciones en 1939.

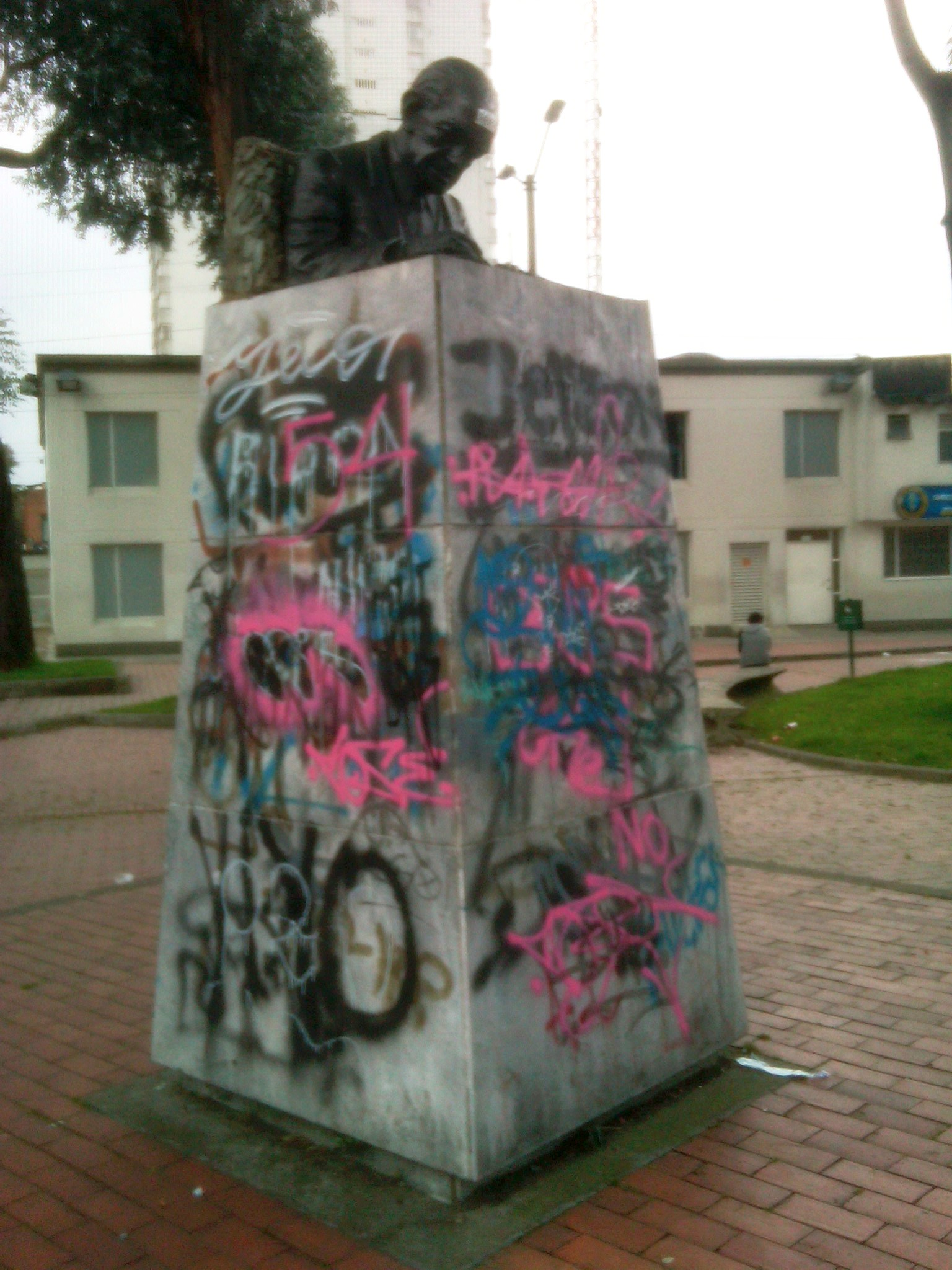
Busto de Luis Eduardo Nieto Caballero cerca la estación Flores del TransMilenio

En 1929 fue nombrado asesor de la representación diplomática de Colombia en Holanda, y en 1947 fungió como embajador de su país en México.
Fue miembro de la Cámara de Representantes de 1936 a 1943, y presidente de la misma en 1940, diputado a la Asamblea de Cundinamarca, profesor de economía política en la Universidad Externado de Colombia. 
Su nombre aparece en el acta de fundación de la Sociedad Gimnasio Moderno, del 25 de abril de 1914. Fue nombrado Miembro Honorario de las Academias Colombianas de la Lengua y de la Historia, y de la Academia de la Lengua de México. Fue un reconocido masón.
Luis Eduardo Nieto Caballero murió en Bogotá, el 7 de abril de 1957, a los 68 años.

## Familia
Luis Eduardo Nieto Caballero era miembro de  

## Escritos
Su actividad literaria se repartió entre los artículos periodísticos y sus obras de carácter histórico, político o literario: 
- Murillo escritor (1916)
- Colombia joven (1918)
- Ideas liberales contra el intervencionismo (1922)
- El dolor de Colombia (1922)
- Libros colombianos publicados en 1924. (1928)
- Colinas inspiradas (1929)
- Vuelo al Orinoco (1935)
- Hombres del pasado (1944)
- Por qué soy liberal
- Frente a los jesuitas.[5]

De manera póstuma se publicó una compilación de cartas que le hizo al Presidente Teniente General Gustavo Rojas Pinilla, entre 1955 y 1957, bajo el nombre de Cartas Clandestinas. Compilación que se publicó originalmente en la tercera edición del libro "Los Guerrilleros Intelectuales", 1957.
Fue censurado por la dictadura de Rojas Pinilla desde principios de 1956.